# Coudersport
Coudersport est une ville des États-Unis, siège du comté de Potter, dans le Commonwealth de Pennsylvanie.

## Démographie
| Groupe            | Coudersport | Pennsylvanie | États-Unis |
| ----------------- | ----------- | ------------ | ---------- |
| Blancs            | 97,6        | 81,9         | 72,4       |
| Métis             | 1,0         | 1,9          | 2,9        |
| Afro-Américains   | 0,5         | 10,9         | 12,6       |
| Asiatiques        | 0,4         | 2,8          | 4,8        |
| Amérindiens       | 0,3         | 0,2          | 0,9        |
| Autres            | 0,2         | 2,4          | 6,2        |
| Total             | 100         | 100          | 100        |
|                   |             |              |            |
| Latino-Américains | 1,6         | 5,7          | 16,7       |

Selon l'American Community Survey, pour la période 2011-2015, 96,64 % de la population âgée de plus de 5 ans déclare parler l'anglais à la maison, 1,68 % déclare parler l'espagnol, 0,65 % le français et 1,03 % une autre langue.

## Source
- (en) Cet article est partiellement ou en totalité issu de l’article de Wikipédia en anglais intitulé « Coudersport, Pennsylvania » (voir la liste des auteurs).

1. ↑  (en) « Coudersport, PA Population - Census 2010 and 2000 », sur censusviewer.com (consulté le 2 mars 2016).
2. ↑  (en) « Population of Pennsylvania - Census 2010 and 2000 », sur censusviewer.com (consulté le 2 mars 2016).
3. ↑  (en) « American FactFinder - Results », sur factfinder.census.gov (consulté le 26 mars 2017)